# Volta ao Algarve 2013
La Volta ao Algarve 2013, trentanovesima edizione della corsa, valevole come prova del circuito UCI Europe Tour 2013 categoria 2.1, si svolse in quattro tappe dal 14 al 17 febbraio 2013 per un percorso totale di 621,6 km, con partenza da Faro e arrivo a Tavira. Fu vinta dal tedesco Tony Martin della Omega Pharma-Quickstep, che terminò la corsa in 15h36'26" alla media di 39,82 km/h.

## Tappe
| Tappa  | Data        | Percorso                                  | km    | Vincitore di tappa | Leader cl. generale |
| ------ | ----------- | ----------------------------------------- | ----- | ------------------ | ------------------- |
| 1ª     | 14 febbraio | Faro > Albufeira                          | 198,8 | Paul Martens       | Paul Martens        |
| 2ª     | 15 febbraio | Lagoa > Lagoa                             | 195   | Theo Bos           | Theo Bos            |
| 3ª     | 16 febbraio | Portimão > Alto Do Malhão                 | 193   | Sergio Henao       | Sergio Henao        |
| 4ª     | 17 febbraio | Castro Marim > Tavira (Cron. individuale) | 34,8  | Tony Martin        | Tony Martin         |
| Totale | Totale      | Totale                                    | 621,6 |                    |                     |

## Squadre e corridori partecipanti
| N.      | Cod. | Squadra                     |
| ------- | ---- | --------------------------- |
| 1-8     | OPQ  | Omega Pharma-Quickstep      |
| 11-18   | SKY  | Sky Procycling              |
| 21-28   | KAT  | Katusha Team                |
| 31-38   | MOV  | Movistar Team               |
| 41-48   | BLA  | Blanco Pro Cycling Team     |
| 51-58   | RLT  | RadioShack-Leopard          |
| 61-68   | EUS  | Euskaltel-Euskadi           |
| 71-78   | TST  | Team Saxo-Tinkoff           |
| 81-88   | VCD  | Vacansoleil-DCM             |
| 91-98   | TSV  | Topsport Vlaanderen-Baloise |
| 101-108 | SKT  | An Post-ChainReaction       |

| N.      | Cod. | Squadra                  |
| ------- | ---- | ------------------------ |
| 111-118 | CJR  | Caja Rural               |
| 121-128 | COL  | Colombia                 |
| 131-138 | EFG  | Efapel-Glassdrive        |
| 141-148 | UHC  | UnitedHealthcare         |
| 151-158 | PRT  | Carmim-Tavira            |
| 161-168 | LAR  | LA Aluminios-Antarte     |
| 171-178 | BOA  | Radio Popular-Onda       |
| 181-188 | LDD  | Louletano-Dunas Douradas |
| 191-198 | OFM  | OFM-Quinta da Lixa       |
| 201-208 | ANG  | Nazionale angolana       |

## Dettagli delle tappe

### 1ª tappa
- 14 febbraio: Faro > Albufeira – 198,8 km

Risultati
| Pos. | Corridore     | Squadra    | Tempo    |
| ---- | ------------- | ---------- | -------- |
| 1    | Paul Martens  | Blanco     | 5h07'29" |
| 2    | Tiago Machado | RadioShack | s.t.     |
| 3    | Theo Bos      | Blanco     | s.t.     |

| Pos. | Corridore       | Squadra    | Tempo    |
| ---- | --------------- | ---------- | -------- |
| 1    | Paul Martens    | Blanco     | 5h07'19" |
| 2    | Tiago Machado   | RadioShack | a 4"     |
| 3    | Ėduard Vorganov | Katusha    | a 5"     |

### 2ª tappa
- 15 febbraio: Lagoa > Lagoa – 195 km

Risultati
| Pos. | Corridore          | Squadra       | Tempo    |
| ---- | ------------------ | ------------- | -------- |
| 1    | Theo Bos           | Blanco        | 4h50'15" |
| 2    | Giacomo Nizzolo    | RadioShack    | s.t.     |
| 3    | Bruno Matos Sancho | Carmim-Tavira | s.t.     |

| Pos. | Corridore       | Squadra    | Tempo    |
| ---- | --------------- | ---------- | -------- |
| 1    | Theo Bos        | Blanco     | 9h57'30" |
| 2    | Paul Martens    | Blanco     | a 4"     |
| 3    | Giacomo Nizzolo | RadioShack | a 8"     |

### 3ª tappa
- 16 febbraio: Portimão > Alto Do Malhão – 193 km

Risultati
| Pos. | Corridore     | Squadra        | Tempo    |
| ---- | ------------- | -------------- | -------- |
| 1    | Sergio Henao  | Sky Procycling | 4h53'15" |
| 2    | Rui Costa     | Movistar Team  | a 3"     |
| 3    | Lieuwe Westra | Vacansoleil    | a 5"     |

| Pos. | Corridore     | Squadra        | Tempo     |
| ---- | ------------- | -------------- | --------- |
| 1    | Sergio Henao  | Sky Procycling | 14h50'49" |
| 2    | Rui Costa     | Movistar Team  | a 7"      |
| 3    | Tiago Machado | RadioShack     | a 11"     |

### 4ª tappa
- 17 febbraio: Castro Marim > Tavira – Cronometro individuale – 34,8 km

Risultati
| Pos. | Corridore          | Squadra      | Tempo   |
| ---- | ------------------ | ------------ | ------- |
| 1    | Tony Martin        | Omega Pharma | 45'09"  |
| 2    | Michał Kwiatkowski | Omega Pharma | a 1'07" |
| 3    | Jesse Sergent      | RadioShack   | a 1'15" |

| Pos. | Corridore          | Squadra      | Tempo     |
| ---- | ------------------ | ------------ | --------- |
| 1    | Tony Martin        | Omega Pharma | 15'36'26" |
| 2    | Michał Kwiatkowski | Omega Pharma | a 58"     |
| 3    | Lieuwe Westra      | Vacansoleil  | a 59"     |

## Evoluzione delle classifiche
| Tappa              | Vincitore          | Classifica generale | Classifica scalatori | Classifica a punti | Classifica sprint | Classifica locali | Classifica a squadre    |
| ------------------ | ------------------ | ------------------- | -------------------- | ------------------ | ----------------- | ----------------- | ----------------------- |
| 1ª                 | Paul Martens       | Paul Martens        | Sérgio Paulinho      | Paul Martens       | Ėduard Vorganov   | Tiago Machado     | Blanco Pro Cycling Team |
| 2ª                 | Theo Bos           | Theo Bos            | Manuele Boaro        | Theo Bos           | Hugo Sabido       | Tiago Machado     | Blanco Pro Cycling Team |
| 3ª                 | Sergio Henao       | Sergio Henao        | Manuele Boaro        | Giacomo Nizzolo    | Hugo Sabido       | Rui Costa         | Sky Procycling          |
| 4ª                 | Tony Martin        | Tony Martin         | Manuele Boaro        | Giacomo Nizzolo    | Hugo Sabido       | Rui Costa         | RadioShack-Leopard      |
| Classifiche finali | Classifiche finali | Tony Martin         | Manuele Boaro        | Giacomo Nizzolo    | Hugo Sabido       | Rui Costa         | RadioShack-Leopard      |

## Classifiche finali

### Classifica generale
| Pos. | Corridore             | Squadra        | Tempo     |
| ---- | --------------------- | -------------- | --------- |
| 1    | Tony Martin           | Omega Pharma   | 15h36'26" |
| 2    | Michał Kwiatkowski    | Omega Pharma   | a 58"     |
| 3    | Lieuwe Westra         | Vacansoleil    | a 59"     |
| 4    | Denis Menchov         | Katusha        | a 1'21"   |
| 5    | Rui A. Faria da Costa | Movistar Team  | a 1'26"   |
| 6    | Tiago Machado         | RadioShack     | a 1'30"   |
| 7    | Jesse Sergent         | RadioShack     | a 1'40"   |
| 8    | Jonathan Castroviejo  | Movistar Team  | a 1'40"   |
| 9    | Andreas Klöden        | RadioShack     | a 1'45"   |
| 10   | Rigoberto Urán        | Sky Procycling | a 2'31"   |

### Classifica a punti
| Pos. | Corridore             | Squadra        | Punti |
| ---- | --------------------- | -------------- | ----- |
| 1    | Giacomo Nizzolo       | RadioShack     | 33    |
| 2    | Tiago Machado         | RadioShack     | 30    |
| 3    | Sergio Henao          | Sky Procycling | 25    |
| 4    | Paul Martens          | Blanco         | 25    |
| 5    | Rui A. Faria da Costa | Movistar Team  | 24    |

### Classifica scalatori
| Pos. | Corridore             | Squadra        | Punti |
| ---- | --------------------- | -------------- | ----- |
| 1    | Manuele Boaro         | Saxo-Tinkoff   | 13    |
| 2    | Alejandro Marque      | OFM-Quinta     | 12    |
| 3    | Sergio Henao          | Sky Procycling | 9     |
| 4    | José Herrada          | Movistar Team  | 9     |
| 5    | Rui A. Faria da Costa | Movistar Team  | 7     |

### Classifica sprint
| Pos. | Corridore          | Squadra      | Punti |
| ---- | ------------------ | ------------ | ----- |
| 1    | Hugo Sabido        | LA Aluminios | 5     |
| 2    | Ėduard Vorganov    | Katusha      | 5     |
| 3    | Omar Fraile        | Caja Rural   | 4     |
| 4    | Michał Kwiatkowski | Omega Pharma | 3     |
| 5    | Amets Txurruka     | Caja Rural   | 3     |

### Classifica a squadre
| Pos. | Squadra                             | Tempo     |
| ---- | ----------------------------------- | --------- |
| 1    | RadioShack-Leopard                  | 46h54'17" |
| 2    | Omega Pharma-Quickstep Cycling Team | a 47"     |
| 3    | Movistar Team                       | a 1'01"   |
| 4    | Sky Procycling                      | a 4'19"   |
| 5    | Vacansoleil-DCM Pro Cycling Team    | a 6'26"   |